# Saurophaganax
Saurophaganax var ett släkte köttätande dinosaurier med arten Saurophaganax maximus som levde under senare delen av Juraperioden. Fossil av Saurophaganax har hittats i Oklahoma i Nordamerika. Saurophaganax beräknas ha kunnat bli 10 till 13 meter lång. Mycket större än sin släkting Allosaurus.